# Růžena Kolářová
Růžena Kolářová (11. srpna 1915 – ???) byla česká a československá politička Komunistické strany Československa, poúnorová poslankyně Národního shromáždění ČSSR a poslankyně Sněmovny lidu Federálního shromáždění a České národní rady za normalizace.

## Biografie
Ve volbách roku 1960 byla zvolena za KSČ do Národního shromáždění ČSSR za Jihočeský kraj. Mandát obhájila ve volbách v roce 1964. V Národním shromáždění zasedala až do konce jeho funkčního období v roce 1968.
K roku 1964 se profesně uvádí jako zaměstnankyně podniku Koh-i-noor v obci Žirovnice. K roku 1968 se uvádí jako dělnice z obvodu Pelhřimov.
Po federalizaci Československa usedla roku 1969 do Sněmovny lidu Federálního shromáždění (volební obvod Pelhřimov). Mandát obhájila ve volbách roku 1971 a v parlamentu setrvala do konce volebního období, tedy do voleb roku 1976. V letech 1969-1971 rovněž byla poslankyní České národní rady.